# Todd McCaffrey
Todd J. McCaffrey (n. 27 aprilie 1956, Montclair, New Jersey, SUA) este un scriitor american de origine irlandeză de științifico-fantastic. Este cel mai cunoscut pentru continuarea seriei Dragonriders of Pern împreună cu mama sa Anne McCaffrey.

## Lucrări scrise
Până la sfârșitul anilor 1990 a publicat sub pseudonimul Todd Johnson.

### Pern
- "Training and Fighting Dragons" (1989), în The Dragonlover's Guide to Pern
- Dragon's Kin (2003), Anne și Todd McCaffrey
- Dragonsblood (2005)
- Dragon's Fire (2006), Anne și Todd McCaffrey
- Dragon Harper (2007), Anne și Todd McCaffrey
- Dragonheart (2008)
- Dragongirl (2010)
- Dragon's Time (2011), Anne și Todd McCaffrey
- Sky Dragons (2012), Anne și Todd McCaffrey

### Alzele
Ca Todd Johnson 
- Slammers Down! (Combat Command: In the World of David Drake's Hammer's Slammers) (1988)
- „Efectul Arhimede”, The War Years #1: The Far Stars War (1990)
- "Dasher", The War Years #3: The Jupiter War (1991)
- "Ploughshare", Bolo: Honor of the Regiment (1993)
- "Legacy", Bolos 2: The Unconquerable (1994)
- "A Question of Valor", Bolos: Last Stand (1997)

Ca Todd McCaffrey 
- "Best Evidence" (1998)
- Dragonholder: The Life and Dreams (so Far) of Anne McCaffrey (1999)
- "The Dragons of Prague", (Doctor Who) Short Trips: Destination Prague (2007)
- "Tribute", Jim Baen's Universe, August 2008 (2008)
- "Tree" (2008)
- "DragonCon: Trials and Tribulations" (2008)
- "The Terrorist in My Kitchen" (2012)
- "Robin Redbreast" (2012)
- "Men!" (2012)
- "Stone the Crows" (2012)
- "The One Tree of Luna" (2012)
- "Why I Shot My Car" (2012)
- "Rhubarb and Beets" (2013)
- "To the Nearest Planet" (2013)
- "Red Roses" (2014)
- "Golden" (2014)
- "With Fones" (2016)

## Legături externe
- Pern Home ((c) Todd McCaffrey)
- Anne McCaffrey official website at Pern Home
- Todd McCaffrey official website at Pern Home
- Todd McCaffrey la Internet Speculative Fiction Database – summary bibliography